# عجوة (ديزني)
عجوة هي شخصية خيالية ظهرت في فيلم الرسوم المتحركة علاء الدين (1992) لشركة أفلام والت ديزني، والفيلم الموزع مباشرة إلى الفيديو للفيديو عودة جعفر (1994)، وعلاء الدين وملك اللصوص (1996)، والمسلسل علاء الدين. عجوة هو ببغاء ناطق مجسم أحمر الريش، أدّى صوته في النسخ الإنجليزية جيلبرت جوتفريد في جميع مظاهر الرسوم المتحركة حتى وفاته في عام 2022، وفي النسخ العربية أدى صوته الممثل المصري عادل خلف. أدى آلان توديك صوته لاحقًا في النسخة الحية لعلاء الدين، وأدى باريت ليدي (Barrett Leddy) في برنامج تلفزيوني خاص ليغو أميرات ديزني: مهمة القلعة [الإنجليزية] على ديزني +.